# Nicholas Agar
Nicholas Agar (né en 1965) est un professeur d'éthique néo-zélandais.
Agar est titulaire d'une licence de l'université d'Auckland, d'une maîtrise de l'université Victoria de Wellington et d'un doctorat de l'université nationale australienne. Il est professeur à l'université de Waikato depuis 2022.

## Amélioration humaine
Agar a beaucoup écrit sur l’éthique de l'amélioration humaine et l'eugénisme. Il a écrit en 2004 le livre Liberal Eugenics: In Defence of Human Enhancement (« Eugénisme libéral: à la défense de l'amélioration humaine »), dans lequel il soutient qu'une défense vigoureuse de la liberté de procréation pourrait transformer l'eugénisme autoritaire en un eugénisme libéral moralement défendable. Agar a soutenu que les parents devraient être autorisés à apporter des modifications génétiques à leurs enfants, à condition que ces changements ne limitent pas excessivement la capacité de l'enfant à façonner son propre avenir. Il estime que l’intervention de l’État devrait être minimale, sauf pour interdire les modifications nuisibles.
Dans son livre de 2013 Truly Human Enhancement (« Amélioration vraiment humaine »), Agar définit le changement transformateur comme une modification de « l'état des caractéristiques mentales ou physiques d'un individu d'une manière qui provoque et justifie un changement significatif dans la façon dont cet individu évalue une large gamme de ses propres expériences, croyances ou réalisations » Il utilise le film L'Invasion des profanateurs pour illustrer des changements transformateurs que nous pourrions prédire correctement et approuver une fois qu’ils nous sont arrivés, mais qui entrent en conflit avec nos valeurs précédant la transformation. Dans le film, les humains sont remplacés par des êtres extraterrestres qui partagent leurs souvenirs et leurs identités, mais manquent d'instinct de survie individuel et de profondeur émotionnelle. De la même manière, Agar soutient que, bien que nous puissions anticiper une certaine satisfaction après la transformation, nous pourrions sagement rejeter les améliorations radicales, car elles risquent d'effacer des qualités essentielles qui définissent notre humanité.